# Премо-Приссе
Премо́-Приссе́ (фр. Premeaux-Prissey) — коммуна во Франции, находится в регионе Бургундия. Департамент коммуны — Кот-д’Ор. Входит в состав кантона Нюи-Сен-Жорж. Округ коммуны — Бон.
Код INSEE коммуны — 21506.

## Население
Население коммуны на 2010 год составляло 468 человек.
| 1962 | 1968 | 1975 | 1982 | 1990 | 1999 | 2010 |
| ---- | ---- | ---- | ---- | ---- | ---- | ---- |
| 316  | 313  | 379  | 336  | 332  | 373  | 468  |

## Экономика
В 2010 году среди 300 человек трудоспособного возраста (15—64 лет) 249 были экономически активными, 51 - неактивными (показатель активности - 83,0%, в 1999 году было 74,1%).  Из 249 активных жителей работали 227 человек (121 мужчина и 106 женщин), безработных было 22 (14 мужчин и 8 женщин).  Среди 51 неактивных 20 человек были учениками или студентами, 18 - пенсионерами, 13 были неактивными по другим причинам.